# Espinhosa
Espinhosa is een plaats (freguesia) in de Portugese gemeente São João da Pesqueira en telt 161 inwoners (2001).